# Arbeit - Bewegung - Geschichte
Arbeit - Bewegung - Geschichte, in passato Jahrbuch für Forschungen zur Geschichte der Arbeiterbewegung (2002-2015), è una rivista accademica per la storia del lavoro in lingua tedesca e si rivolge sia a un pubblico accademico che a coloro che sono interessati alla storia. I suoi contributi coprono principalmente il movimento operaio tedesco e internazionale; altri temi sono la storia sociale, la storia del mondo del lavoro, e la storia dei movimenti sociali.
La pubblicazione è trimestrale. La maggior parte dei contributi è data da pubblicazioni e notizie scientifiche, c'è inoltre una sezione per la pubblicazione iniziale di documenti e una vasta sezione di recensioni.